# 1859 v dopravě
Tento článek obsahuje seznam událostí souvisejících s dopravou, které proběhly roku 1859.

## Události
- 1. května 1859

Byl slavnostně otevřen poslední úsek Jiho-severoněmecké spojovací dráhy (SNDVB, Süd Norddeutsche Verbindungsbahn) Turnov–Liberec a zároveň byla slavnostně otevřena odbočka Jiho-severoněmecké spojovací dráhy Josefov–Svatoňovice.